# Dennis Hart Mahan
Dennis Hart Mahan (Mă-hăn) [məˈhæn], né le 2 avril 1802 à New York et mort le 16 septembre 1871 près de Stony Point, est un théoricien militaire américain, ingénieur civil et professeur à l'Académie militaire des États-Unis à West Point de 1824 à 1871. Il est le père de l'historien et théoricien naval américain, le contre-amiral Alfred Thayer Mahan.
Dennis Hart Mahan grandit et fait ses études à Norfolk, en Virginie. Il est diplômé en 1824 de l'Académie militaire des États-Unis et premier de sa promotion, ses résultats scolaires lui valent d'être nommé au United States Army Corps of Engineers. Ses compétences en mathématiques et en ingénierie sont reconnues par ses instructeurs et le surintendant, Sylvanus Thayer, et il commence à donner des cours comme professeur adjoint par intérim dès sa troisième année d'études.
Il reçoit une formation avancée en ingénierie lors d'un long voyage en Europe, notamment à l'École d'application de l'artillerie et du génie de Metz. Il démissionne de son poste en 1832 pour devenir président du département d'ingénierie de West Point, et reste professeur jusqu'à sa mort. Il enseigne à de nombreux chefs militaires ayant servi dans les deux camps pendant la guerre de Sécession , et ses nombreux écrits sur le génie militaire, les fortifications et la stratégie devinrent des lectures incontournables pour les militaires professionnels pendant la Première Guerre mondiale.
En 1871, le conseil de surveillance de West Point recommande sa mise à la retraite en raison de sa mauvaise santé. Le 16 septembre 1871, il est à bord d'un bateau à vapeur sur l'Hudson en route pour New York afin de consulter son médecin. Désemparé à l'idée de prendre sa retraite, il se suicide en sautant dans la roue à aubes du bateau. Dennis Hart Mahan est enterré au cimetière de West Point.

## Biographie

### Jeunesse
Dennis Hart Mahan nait à New York le 2 avril 1802. Il est le fils de John Mahan et Mary (Cleary) Mahan, des immigrants catholiques irlandais,. Il est élevé et éduqué à Norfolk, en Virginie , et en 1820, il est nommé à l'Académie militaire des États-Unis par le représentant américain Thomas Newton Jr. (en). Il obtient son diplôme en 1824 en terminant premier de sa promotion. Son talent académique est reconnu alors qu'il est encore étudiant, et au cours de sa troisième année à West Point, le surintendant Sylvanus Thayer (en) le nomme professeur adjoint de mathématiques. Après l'obtention de son diplôme, il continue à travailler au sein du corps professoral.

### Carrière et doctrine
En 1826, Dennis Hart Mahan se rend en Europe pour étudier l'ingénierie avancée et, de 1829 à 1830, il est étudiant à l'École d'application de l'artillerie et du génie de Metz. À son retour à West Point en 1830, il est promu professeur de génie civil et militaire. Il démissionne de son poste de sous-lieutenant en 1832 pour devenir président du département d'ingénierie de West Point, où il reste jusqu'à sa mort. Il est ensuite nommé doyen de la faculté et devient une autorité reconnue dans le domaine de l'ingénierie. 

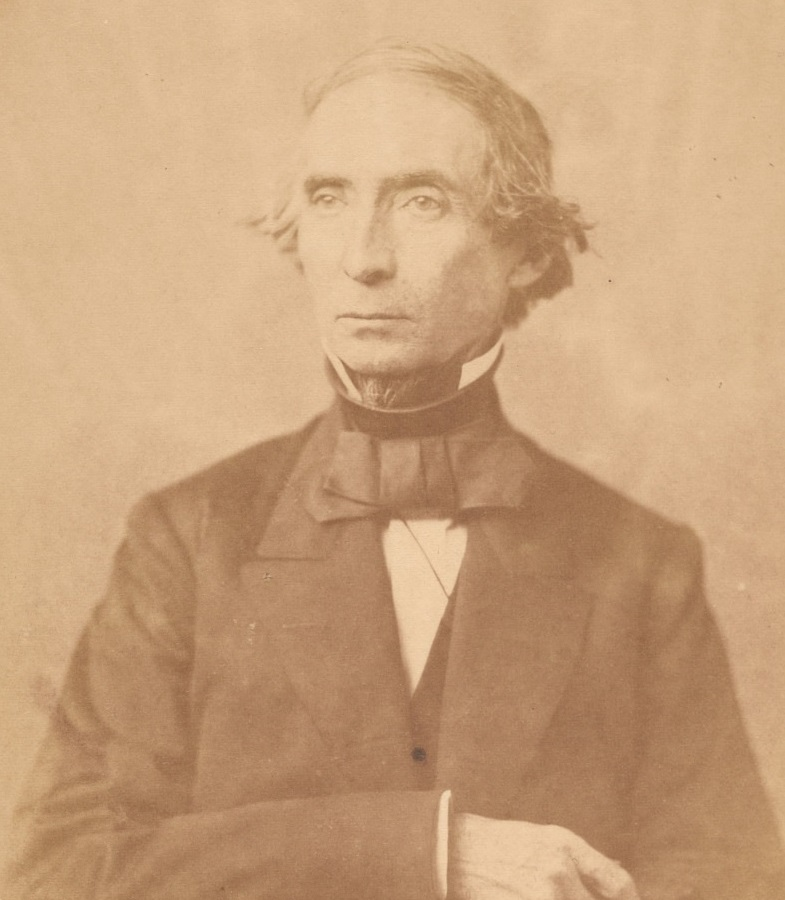
Portrait de D. H. Mahan vers 1856.

En plus d'être membre de plusieurs sociétés scientifiques et professionnelles, il effectue des missions spéciales qui mettent à profit ses compétences techniques. En 1828, il est élu membre de la Société de géographie française. En 1850, le gouverneur de Virginie John B. Floyd le nomme au conseil qui recommande un tracé pour le Baltimore and Ohio Railroad entre Cumberland (Maryland) et Wheeling qui fait alors partie de la Virginie. En 1863, il est l'un des premiers membres de l'Académie nationale des sciences. En 1871, il est nommé au conseil d'administration de la Thayer School of Engineering du Dartmouth College.
Dennis Hart Mahan contribue largement à diffuser les idées des théoriciens militaires européens aux États-Unis, en particulier celles d'Antoine de Jomini, et ses conférences et ses écrits jouent un rôle déterminant dans l'action des États-Unis dans tous les conflits, depuis la guerre américano-mexicaine et la guerre de Sécession jusqu'à la Première Guerre mondiale et la Seconde Guerre mondiale. Partisan d'une armée professionnelle disciplinée à une époque où les États-Unis s'appuient sur une petite armée permanente complétée par des volontaires et des milices peu entraînés, il préconise fortement de discipliner et d'entraîner les milices et les volontaires afin d'améliorer leurs performances sur le champ de bataille.
Les théories qu'il défend comprennent l'usage d'armes combinées pour vaincre un ennemi, plutôt que de s'appuyer uniquement sur l'infanterie, les autres armes n'intervenant qu'en soutien. Dans ses écrits, il met l'accent sur l'utilisation de l'artillerie, de l'infanterie et de la cavalerie de concert pour attaquer le point décisif de l'ennemi. Homme prudent par nature, il enseigne l'offensive tactique, mais pas de manière inconditionnelle. Il écrit ainsi : « Il faut avancer avec une grande prudence, car les troupes engagées sont susceptibles à tout moment d'être attaquées sur leur flanc ». Il préconise une approche pratique et souple des opérations militaires, mêlant la doctrine française issue des batailles de la Révolution française et des guerres napoléoniennes, telle que défendue par Jomini, aux réalités de la guerre en Amérique du Nord, en particulier aux différences entre les Européens et les Amérindiens. En tant que stratège, il préconise des actions audacieuses dans les batailles plutôt qu'une guerre limitée, estimant qu'une fois qu'un pays a engagé ses forces armées dans une guerre, l'objectif est d'obtenir une paix avantageuse, ce qui ne peut se faire que par des actions décisives.

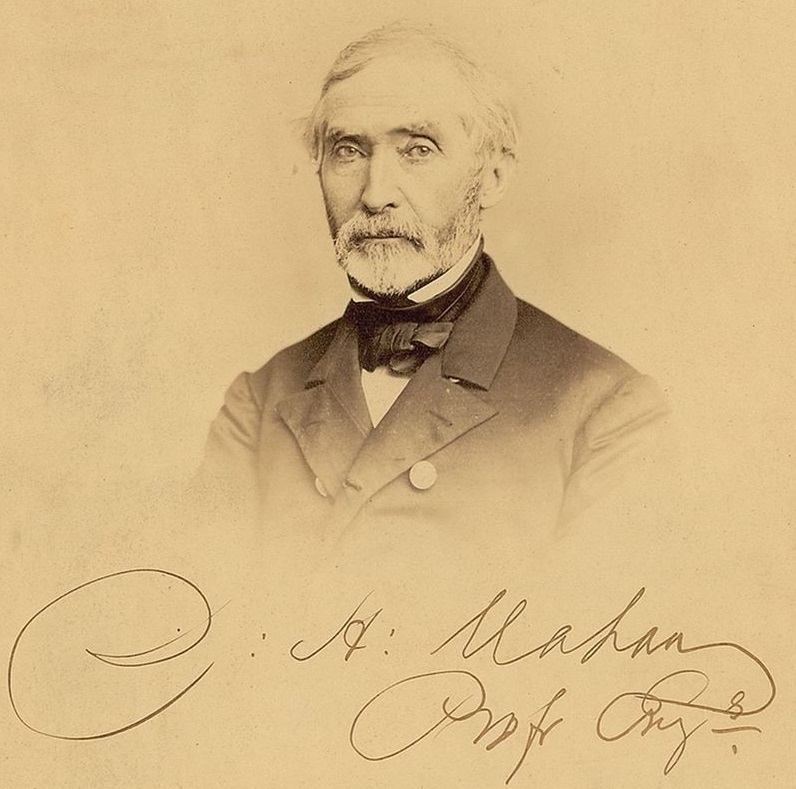
D. H. Mahan vers 1870.

### Mort
Victime de problèmes de santé qui amenuisent sa capacité d'enseigner, le conseil d'administration de West Point recommande qu'il prenne sa retraite. Le 16 septembre 1871, Dennis Hart Mahan entreprend un voyage en bateau à vapeur sur le fleuve Hudson jusqu'à New York, où il a l'intention de consulter son médecin. De plus en plus désemparé par la perspective de la retraite, il se suicide en sautant dans la roue à aubes du bateau à la hauteur de Stony Point. Il est enterré au cimetière de West Point.

## Honneurs et récompenses
En 1837, Dennis Hart Mahan reçoit le diplôme honorifique de Master of Arts de l'université Brown et de l'université de Princeton. Il reçoit le diplôme honorifique de Legum Doctor (LL.D.) du Collège de William et Mary et de l'université Brown en 1852, et du Dartmouth College en 186.
Le Fort Mahan Park, situé au nord-est de Washington, D.C., est à l'origine le Fort Mahan, un ouvrage défensif de la guerre de Sécession nommé en son honneur de Mahan. Construit en 1861, Fort Mahan avait pour but de défendre l'entrée de la ville par le pont de Benning. Le site de Fort Mahan fait aujourd'hui partie des défenses de Washington pendant la guerre de Sécession du National Park Service, et est situé à l'angle de Benning Road et de la 42e Street, NE.

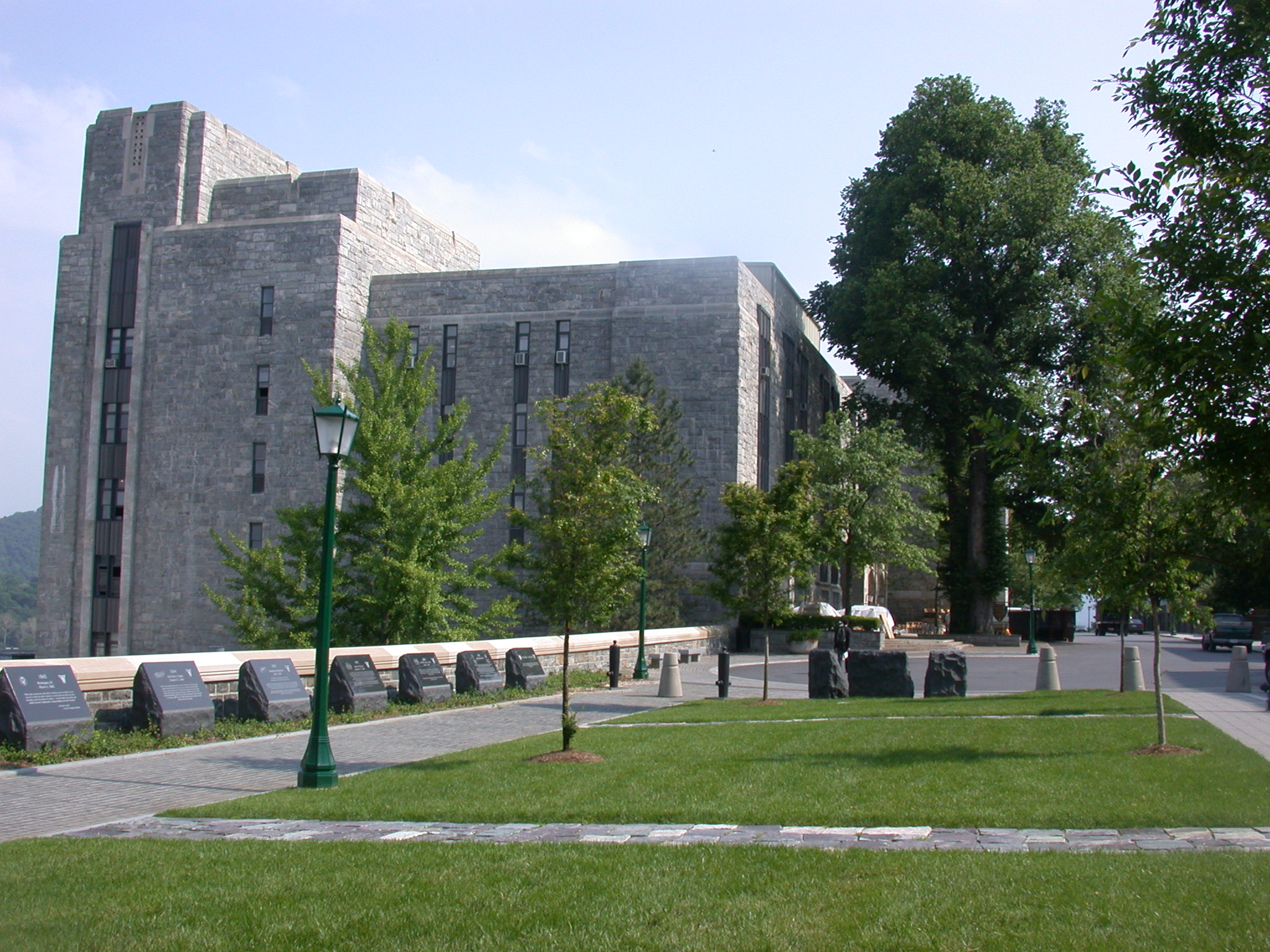
Le Mahan Hall de l'Académie militaire de West Point en 2003.

Le Mahan Hall de l'Académie militaire de West Point est nommé en son honneur. Construit en 1971, il abrite les départements de génie civil et mécanique (CME) et d'ingénierie des systèmes de l'Académie. 

## Famille
En 1839, Dennis Hart Mahan épouse Mary Helena Okill. Ils restent  mariés jusqu'à sa mort et sont les parents de six enfants, trois garçons et trois filles,. Son fils ainé Alfred Mahan (1840-1914) est officier de marine, historien et stratège naval, le cadet Frederick Augustus Mahan (1847-1918) est major du corps des ingénieurs, le plus jeune Dennis Hart Mahan (1849-1925) est commodore de la marine américaine. 

## Œuvres
- (en) A Complete Treatise on Field Fortification, New York, Wiley and Long, 1836, 268 p. (lire en ligne).
- (en) An elementary course of civil engineering, New York, Wiley and Putnam, 1837 (lire en ligne).
- (en) A Treatise on Field Fortification, Containing Instructions on the Methods of Laying Out, Constructing, Defending, and Attacking Intrenchments, New York, Wiley and Putnam, 1846, 168 p. (lire en ligne).
- (en) An Elementary Treatise on Advanced-guard, Out-post, and Detachment Service of Troops, New York, Wiley and Putnam, 1847, 168 p. (lire en ligne).
- (en) Summary of the course of permanent fortification and of the attack and defence of permanent works, U.S. Military Academy Press, 1850, 372 p. (lire en ligne).
- Elementary Treatise on Industrial Drawing (1853)
- (en) Henry Moseley et D. H. Mahan (ed.), The Mechanical Principles of Engineering and Architecture, Wiley & Halsted, 1856, 699 p. (lire en ligne).
- (en) Descriptive Geometry, as applied to the Drawing of Fortifications and Stereometry, New York, John Wiley, 1864, 55 p. (lire en ligne).
- (en) An Elementary Course on Military Engineering Field Fortifications, Military Mining, and Siege Operations, New York, John Wiley and Son, 1865, 284 p. (lire en ligne).
- (en) An Elementary Course of Military Engineering, Part II, Permanent Fortifications, New York, John Wiley and Son, 1867 (lire en ligne).